# كأس الجزائر 1993–94
كأس الجزائر 1993–94 هو موسم من كأس الجزائر. أشرف على تنظيمه الإتحاد الجزائري لكرة القدم، وكان عدد الأندية المشاركة فيه 64، وفاز فيه شبيبة القبائل.